# Dilce
Dilce – wieś w Słowenii, w gminie Postojna. W 2018 roku liczyła 150 mieszkańców.